# نائومی واتس
نائومی الن واتس (انگلیسی: Naomi Ellen Watts؛ زادهٔ ۲۸ سپتامبر ۱۹۶۸) بازیگر بریتانیایی است. او اولین نقش سینمایی خود را در درام استرالیایی تنها برای عشق (۱۹۸۶) بازی کرد و سپس در سریال تلویزیونی استرالیایی هی بابا..! (۱۹۹۰)، عروس‌های مسیح (۱۹۹۱)، خانه و دوری (۱۹۹۱) و فیلم لاس زدن (۱۹۹۱) حضور داشت. پس از عزیمت به ایالات متحده، واتس سال‌ها برای بازی در نقش‌های مختلف کار سختی را تجربه کرد اما موفق شد در فیلم‌های دختر تانکی (۱۹۹۵)، کودکان ذرت ۴: جمع آوری (۱۹۹۶) و زیبایی خطرناک (۱۹۹۸) و فیلم‌های دیگر نقش‌هایی را به دست آورد.
از کارهای مهم وی در ابتدای دههٔ ۲۰۰۰، می‌توان به جادهٔ مالهالند به کارگردانی دیوید لینچ، ۲۱ گرم دومین فیلم از سه‌گانهٔ مرگِ کارگردان مکزیکی، الخاندرو گونسالس اینیاریتو و کینگ کونگ اثر پیتر جکسون اشاره کرد. واتس به دلیل بازی در نقش ماریا بنت در فیلم غیرممکن (۲۰۱۲)، نامزد دریافت جایزه اسکار بهترین بازیگر زن شد. در دهه ۲۰۱۰، او در فیلم‌هایی مانند بردمن (۲۰۱۴)، وینسنت مقدس (۲۰۱۴)، تا وقتی جوانیم (۲۰۱۴)، قلعه شیشه‌ای (۲۰۱۷) و لوس (۲۰۱۹) بازی کرد.
واتس به ویژه برای کارهایش در بازسازی‌ها و تولیدهای مستقل با مضامین تاریک یا غم‌انگیز و همچنین به تصویر کشیدن شخصیت‌هایی که فقدان یا مصیبت را تحمل می‌کنند، شناخته شده است. مجلاتی مانند پیپل و ماکسیم او را در لیست زیباترین زنان جهان قرار داده‌اند. وی سفیر برنامه مشترک سازمان ملل متحد در زمینه اچ‌آی‌وی/ایدز و کمپین خیریهٔ پانتن بوده است. علی‌رغم توجه زیاد رسانه‌ها، واتس نسبت به زندگی شخصی خود محتاط است. وی از سال ۲۰۰۵ تا ۲۰۱۶ با بازیگر آمریکایی لیو شرایبر رابطه داشت که از او دو پسر دارد. او در سال ۲۰۲۳ با بازیگر آمریکایی بیلی کروداپ ازدواج کرد.

## آغاز زندگی
نائومی الن واتس در ۲۸ سپتامبر ۱۹۶۸ در شهر شورهام، کنت، انگلیس زاده شد. او دختر میو (Miv) ادواردز، فروشنده عتیقه و طراح لباس، و پیتر واتس (۱۹۴۶–۱۹۴۶)، یک مدیر راه و مهندس صدا است که با پینک فلوید همکاری می‌کرد. میو در انگلیس زاده شد اما بین یک تا هفت سال در استرالیا زندگی کرد. پدربزرگ مادری واتس ولزی بود و مادربزرگ مادری‌اش استرالیایی بود.
والدین واتس وقتی چهار ساله بودند، طلاق گرفتند. پس از طلاق، واتس و برادر بزرگترش بن واتس، چندین بار به همراه مادرشان در جنوب شرقی انگلیس خانه‌شان را عوض کردند. پیتر واتس در سال ۱۹۷۴ پینک فلوید را ترک کرد و در سال ۱۹۷۶ مجدداً ازدواج کرد. در اوت ۱۹۷۶، وی در یک آپارتمان در ناتینگ هیل، به دلیل مصرف بیش از حد هروئین، مرده پیدا شد.
او در ۱۸ سالگی تصمیم گرفت مدل شود. او با یک آژانس مدلینگ قراردادی امضا کرد که او را به ژاپن فرستاد اما پس از چندین جلسه معارفه ناکام، او به سیدنی بازگشت. در آنجا، او برای کار در تبلیغات در یک فروشگاه بزرگ استخدام شد که او را مورد توجه فالو می، مجله‌ای قرار داد که او را به عنوان دستیار سردبیر مد استخدام کرد. دعوت‌های گاه به گاه برای شرکت در کارگاه درام به واتس الهام داد تا شغل خود را ترک کند و جاه طلبی‌های بازیگری خود را دنبال کند.

## زندگی هنری

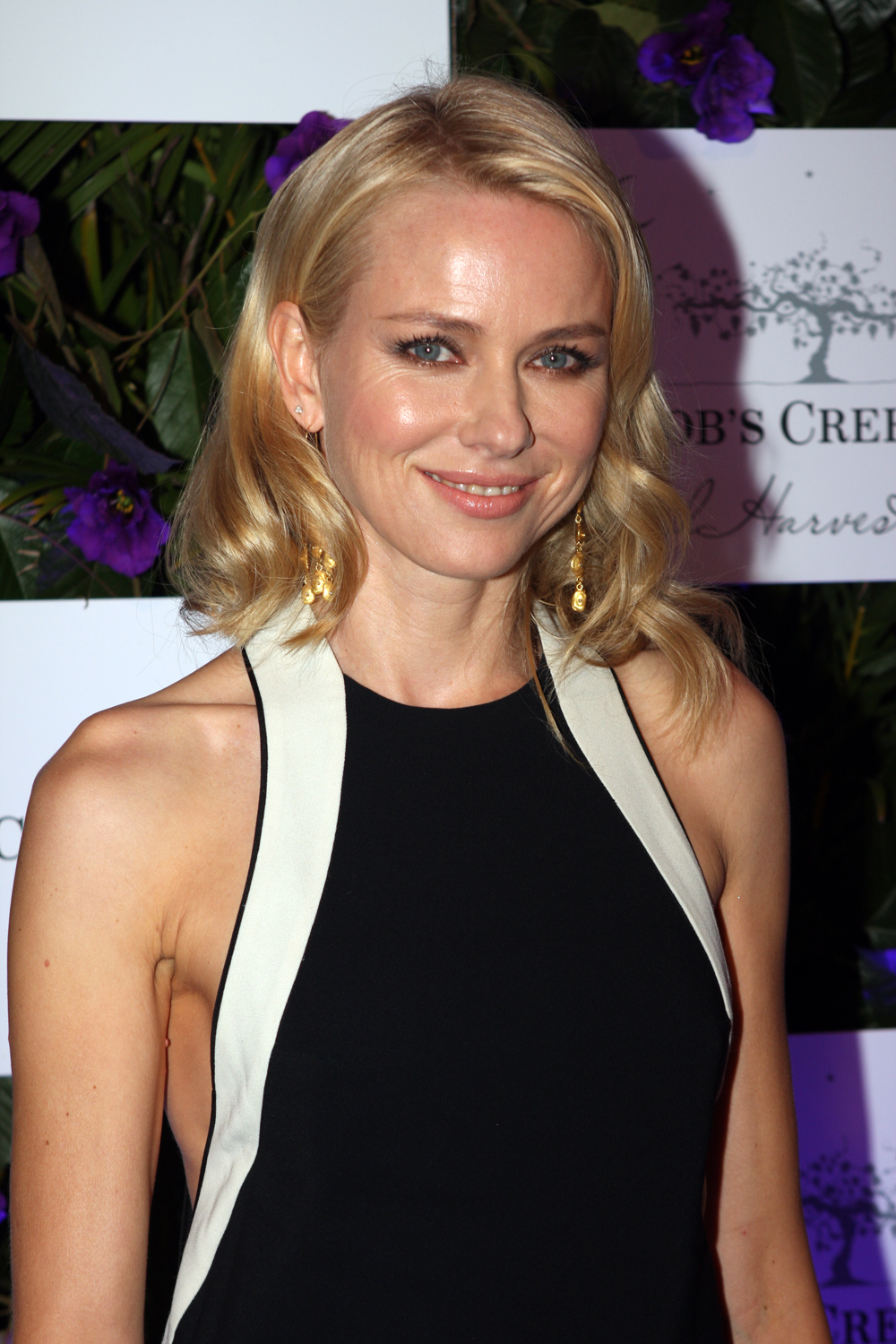
واتس در سال ۲۰۱۲

او فعالیت حرفه‌ای خود را با بازی در فیلمی درام به‌نام تنها برای عشق (۱۹۸۶) در استرالیا آغاز کرد و سپس در سریال‌های تلویزیونی هی بابا..! (۱۹۹۰)، عروس‌های مسیح (۱۹۹۱) و خانه و دوری (۱۹۹۱) و در کنار نیکول کیدمن و تندی نیوتون در فیلم کمدی-درام لاس زدن (۱۹۹۱) ظاهر شد.
واتس پس از آمدن به ایالات متحده آمریکا، در فیلم‌های دختر تانکی (۱۹۹۵) کودکان ذرت ۴: جمع آوری (۱۹۹۶) و زیبایی خطرناک (۱۹۹۸) و همچنین سریال تلویزیونی خواب‌گردها (۱۹۹۷–۱۹۹۸) نقش‌آفرینی کرد.

## فیلم‌شناسی

### سینمایی
| سال  | عنوان                                        | نقش                  | توضیحات                      |
| ---- | -------------------------------------------- | -------------------- | ---------------------------- |
| ۱۹۸۶ | تنها برای عشق                                | دوست‌دختر لئو         | آغاز بازیگری                 |
| ۱۹۹۱ | لاس زدن                                      | جنت آجرز             |                              |
| ۱۹۹۳ | نمایش بعد از ظهر                             | شاپینگ کارت استارلت  |                              |
| ۱۹۹۳ | دریای وسیع سارگاسو                           | فنی گری              |                              |
| ۱۹۹۳ | رفتار زشت                                    | جنیفر کارتر          |                              |
| ۱۹۹۳ | متصدی                                        | لوئیز                |                              |
| ۱۹۹۵ | دخنر تانکی                                   | دختر جت              |                              |
| ۱۹۹۶ | کودکان ذرت ۴: جمع آوری                       | گریس رودز            |                              |
| ۱۹۹۶ | افراد ناشناس                                 | مالی                 |                              |
| ۱۹۹۷ | زیر فانوس دریایی رقصیدن                      | لوئیز                |                              |
| ۱۹۹۸ | خانه تقسیم شده                               | آماندا               | فیلم کوتاه                   |
| ۱۹۹۸ | زیبایی خطرناک                                | گیلا د لتسه          |                              |
| ۱۹۹۸ | بیب: خوک در شهر                              | صداپیشه              |                              |
| ۱۹۹۹ | سیاره عجیب                                   | آلیس                 |                              |
| ۲۰۰۱ | هیچگاه با یک هنرپیشه قرار نگذارید            | دوست‌دختر سطحی        | فیلم کوتاه                   |
| ۲۰۰۱ | الی پارکر                                    | الی پارکر            | فیلم کوتاه                   |
| ۲۰۰۱ | پایین                                        | جنیفر ایوانز         |                              |
| ۲۰۰۱ | جاده مالهالند                                | بتی المز/دایان سلوین |                              |
| ۲۰۰۲ | خرگوش‌ها                                      | سوزی                 |                              |
| ۲۰۰۲ | حلقه                                         | ریچل کلر             |                              |
| ۲۰۰۲ | کفن و دفن بتی                                | مردیت                |                              |
| ۲۰۰۳ | ند کلی                                       | جولیا کوک            |                              |
| ۲۰۰۳ | طلاق                                         | روکن دو پرسان        |                              |
| ۲۰۰۳ | ۲۱ گرم                                       | کریستینا پک          |                              |
| ۲۰۰۴ | ما دیگر اینجا زندگی نمی‌کنیم                  | ادیت اوانز           |                              |
| ۲۰۰۴ | ترور ریچارد نیکسون                           | مری اندرسون بیکه     |                              |
| ۲۰۰۴ | قلب من هاکبی                                 | دان کمپبل            |                              |
| ۲۰۰۵ | الی پارکر                                    | الی پارکر            |                              |
| ۲۰۰۵ | حلقه دو                                      | ریچل کلر             |                              |
| ۲۰۰۵ | بمان                                         | لیلا کالپپر          |                              |
| ۲۰۰۵ | کینگ کونگ                                    | ان درو               |                              |
| ۲۰۰۶ | امپراتوری درون                               | سوزی ربیت            | صداپیشه                      |
| ۲۰۰۶ | پرده رنگی                                    | کیتی فین             |                              |
| ۲۰۰۷ | قول‌های شرقی                                  | آنا کیترووا          |                              |
| ۲۰۰۷ | بازی‌های خنده‌دار                              | ان فاربر             |                              |
| ۲۰۰۹ | بین‌المللی                                    | النور ویتمن          |                              |
| ۲۰۰۹ | مادر و فرزند                                 | الیزابت جویس         |                              |
| ۲۰۱۰ | غریبه‌ای بلندقد و سیاهپوش را ملاقات خواهی کرد | سالی                 |                              |
| ۲۰۱۰ | بازی منصفانه                                 | والری پلیم ویلسون    |                              |
| ۲۰۱۱ | خانه رؤیایی                                  | آن پترسون            |                              |
| ۲۰۱۱ | جی. ادگار                                    | هلن گندی             |                              |
| ۲۰۱۲ | غیرممکن                                      | ماریا بنت            |                              |
| ۲۰۱۳ | فیلم ۴۳                                      | سامانتا              | قسمت: «تحصیل کرده در منزل»   |
| ۲۰۱۳ | ستایش                                        | لیل                  |                              |
| ۲۰۱۳ | فرزند آفتاب                                  | ملیسا                |                              |
| ۲۰۱۳ | دیانا                                        | دایانا، شاهدخت ولز   |                              |
| ۲۰۱۳ | آخرین برنامه‌ریز تئاتر                        | خودش                 | مستند، همچنین تهیه‌کننده معین |
| ۲۰۱۴ | وینسنت مقدس                                  | داکا                 |                              |
| ۲۰۱۴ | بردمن                                        | لزلی                 |                              |
| ۲۰۱۴ | تا وقتی جوانیم                               | کورنلیا              |                              |
| ۲۰۱۵ | سنت‌شکن: شورشی                                | اولین جانسون-ایتون   |                              |
| ۲۰۱۵ | دریای درختان                                 | جوآن برنان           |                              |
| ۲۰۱۵ | ویرانی                                       | کرن مورنو            |                              |
| ۲۰۱۵ | ۳ نسل                                        | مگی                  |                              |
| ۲۰۱۶ | مجموعه سنت‌شکن: هم‌پیمان                       | اولین جانسون-ایتون   |                              |
| ۲۰۱۸ | اوفلیا                                       |                      |                              |
| ۲۰۲۰ | رتبه رئیس                                    | جما ولز              |                              |
| ۲۰۲۰ | پنگوئن بلوم                                  | سم بلوم              | صداپیشه                      |
| ۲۰۲۱ | ساعت ناامیدی                                 | ایمی کار             |                              |
| ۲۰۲۱ | این همان شب است                              | ماری                 |                              |
| ۲۰۲۲ | طوفان بی‌پایان                                | پم بیلز              |                              |
| ۲۰۲۴ | امانوئل                                      | مارگو                |                              |

### تلویزیونی
| سال     | عنوان                | نقش           | توضیحات                          |
| ------- | -------------------- | ------------- | -------------------------------- |
| ۱۹۹۰    | هی بابا..!           | بلیندا لارنس  | قسمت ۲                           |
| ۱۹۹۱    | عروس‌های مسیح         | فرانسیس هفرنن | مینی‌سریال                        |
| ۱۹۹۱    | خانه و دوری          | جولی گیبسون   | قسمت ۱۹                          |
| ۱۹۹۶    | مثلث برمودا          | آماندا        |                                  |
| ۱۹۹۶    | ساعت                 | مری چندلر     |                                  |
| ۱۹۹۷–۹۸ | خواب‌گردها            | کیت راسل      | قسمت ۹                           |
| ۱۹۹۸    | آرزوی کریسمس         | رنی           |                                  |
| ۱۹۹۹    | شکار برای قاتل تک‌شاخ | هالی مدکس     |                                  |
| ۲۰۰۰    | معمای وایورن         | آلیس فرفیلد   |                                  |
| ۲۰۰۲    | بیگانه               | ربکا یودر     |                                  |
| ۲۰۱۴    | بوجک هورسمن          | خودش          | قسمت ۱۰ فصل ۱                    |
| ۲۰۱۷    | توئین پیکس           | جینی جونز     | ۱۰ قسمت                          |
| ۲۰۱۹    | بلندترین صدا         | گرچن کارلسون  | ۷ قسمت                           |
| ۲۰۲۲    | ناظر                 | نورا          | ۷ قسمت؛ همچنین مدیر اجرایی تولید |

### بازی‌های ویدئویی
| سال  | عنوان                | نقش               | یادداشت‌ها    | منابع         |
| ---- | -------------------- | ----------------- | ------------ | ------------- |
| ۲۰۰۵ | پیتر جکسون کینگ کونگ | ان دارو (صداپیشه) | بر پایه فیلم | [ ۱۵ ] [ ۱۶ ] |

## زندگی شخصی
او فرزند پیتر واتس، مهندس صدای انگلیسی است که در ضبط تعدادی از آلبوم‌های پینک فلوید با آن‌ها همکاری داشته است.

## بخشی از جوایز
- وی برای بازی در فیلم غیرممکن در سال ۲۰۱۲ کاندیدای جایزه اسکار بهترین بازیگر نقش اول زن و کاندیدای جایزه گلدن گلوب بهترین بازیگر زن فیلم درام شد.
- کاندیدای جایزه بفتای بهترین بازیگر نقش اول زن برای فیلم ۲۱ گرم در نقش کریستینا پک در سال ۲۰۰۳.